# Констанс Мур
Констанс Мур (англ. Constance Moore; нар. 18 січня 1920, Су-Сіті, Айова, США — пом. 16 вересня 2005, Лос-Анджелес, Каліфорнія, США) — американська акторка та співачка.

## Життєпис
Констанс Мур народилася в Су-Сіті, штат Айова, дитинство провела в Далласі, штат Техас. Свою кар'єру почала співачкою на радіо «CBS». В кінці 1930-х її помітив один з голлівудських продюсерів, і в 1938 році Мур уклала контракт з «Universal Studios». У тому ж році 18-річна Мур одружилася зі своїм агентом Джоном Машіо, шлюб з яким протривав до його смерті в 1998 році. У подружжя було двоє дітей, син Майкл і дочка Джина, двоє онуків і один правнук.
На кіноекранах Мур активно знімалася до кінця 1940-х, з'явившись у 30 картинах, серед яких «Бак Роджерс» (1939), «Ночі Лас-Вегаса» (1941), «Мені потрібні крила» (1941) і «Чудово небезпечна» (1945). З початком 1950-х років пішла на телебачення, де залишалася активна до 1967 року.
Констанс Мур померла у 2005 році після тривалої хвороби у віці 85 років, і була похована на кладовищі Вествуд в Лос-Анджелесі.
Її внесок у кінематограф США відзначений зіркою на Голлівудській алеї слави.

## Вибрана фільмографія
| Рік  |   | Українська назва    | Оригінальна назва | Роль            |
| ---- | - | ------------------- | ----------------- | --------------- |
| 1941 | ф | Мені потрібні крила | I Wanted Wings    | Керолін Бартлет |